# Pixely
Pixely (v anglickém originále Pixels) je americký komediální film z roku 2015, který režíroval Chris Columbus. Na scénáři se podíleli Tim Herlihy a Timothy Dowling. Film je založen na krátkometrážním filmu Pixels od Patricka Jeana. Hlavní role ztvárnili Adam Sandler, Kevin James, Josh Gad, Peter Dinklage, Michelle Monaghan, Brian Cox, Ashley Benson a Jane Krakowski.
Premiéra filmu se uskutečnila dne 24. července 2015 v USA.

## Obsazení
- Adam Sandler jako Sam Brenner[5]
- Kevin James jako americký prezident Will Cooper[5]
- Michelle Monaghan jako podplukovník Violet van Patten[6]
- Peter Dinklage jako Eddie Plant[7]
- Josh Gad jako Ludlow Lamonsoff[5]
- Brian Cox jako admirál James Porter[8]
- Sean Bean jako Corporal Hill
- Jane Krakowski jako první dáma Jane Cooper[9]
- Affion Crockett jako seržant Dylan Cohan
- Ashley Benson jako Lady Lisa[10]
- Matt Lintz jako Matty
- Lainie Kazan jako Mickey Lamonsoff[11]

## Vydání
Původní premiéra měla proběhnout 15. května 2015, avšak 12. srpna 2014 byla přesunuta na 24. červencec 2015. V USA byl film vydán ve formátu Dolby Vision v Dolby Cinema. Čínská premiéra se uskutečnila 15. září 2015.